# Can Masjuan
Can Masjuan, també coneguda com la Casa Capell, és una obra de Mataró (Maresme) protegida com a bé cultural d'interès local.

## Descripció
Xalet de planta baixa i pis amb jardí. Aprofita el desnivell del terreny per projectar un porxo en planta baixa i l'habitatge al primer pis. L'estructura metàl·lica de pilars i jàsseres permet una planta lliure i la continuïtat del tancament de vidre a la façana. S'observa també els aplacats de pedra i l'estructura vista de la coberta.